# Gabriele Splett
Gabriele „Gabi“ Splett (* 29. März 1962 in Bochum) ist eine deutsche Badmintonspielerin.

## Karriere
Gabi Splett gewann nach mehreren Medaillen im Nachwuchsbereich auf regionaler und nationaler Ebene 1982 mit Bronze ihre erste Medaille bei den nationalen Titelkämpfen der Erwachsenen im Damendoppel mit Elke Weber. Ein Jahr später wurde sie mit dem 1. DBC Bonn Erste bei der deutschen Mannschaftsmeisterschaft. 1984 reichte es noch einmal zu Bronze.

## Sportliche Erfolge
| Saison    | Veranstaltung                        | Disziplin   | Platz | Name |
| --------- | ------------------------------------ | ----------- | ----- | --- |
| 1978/1979 | Deutsche Einzelmeisterschaft U18     | Dameneinzel | 2     | Gabi Splett (VfL Bochum) |
| 1980/1981 | Westdeutsche Einzelmeisterschaft U22 | Damendoppel | 1     | Elke Schrick / Gabi Splett (1. BC Leverkusen) |
| 1980/1981 | Deutsche Einzelmeisterschaft U22     | Damendoppel | 2     | Gabi Splett (1. BC Leverkusen) / Elke Schrick (1. BC Leverkusen)                                                                                 |
| 1981/1982 | Deutsche Einzelmeisterschaft U22     | Damendoppel | 1     | Kirsten Schmieder / Gabi Splett (OSC 04 Rheinhausen / 1. DBC Bonn)                                                                               |
| 1981/1982 | Deutsche Einzelmeisterschaft         | Damendoppel | 3     | Gabriele Splett / Elke Weber (1. DBC Bonn / VfL Wolfsburg)                                                                                       |
| 1982/1983 | Westdeutsche Einzelmeisterschaft U22 | Dameneinzel | 1     | Gabi Splett (VfL Bochum) |
| 1982/1983 | Westdeutsche Einzelmeisterschaft U22 | Damendoppel | 1     | Kirsten Schmieder / Gabi Splett (OSC 04 Rheinhausen / VfL Bochum)                                                                                |
| 1982/1983 | Deutsche Einzelmeisterschaft U22     | Dameneinzel | 2     | Gabi Splett (1. DBC Bonn) |
| 1982/1983 | Deutsche Mannschaftsmeisterschaft    | Mannschaft  | 1     | 1. DBC Bonn (Karl-Heinz Zwiebler, Roland Maywald, Gerhard Treitinger, Harald Klauer, Gabi Splett, Eva-Maria Zwiebler)                            |
| 1982/1983 | Deutsche Einzelmeisterschaft U22     | Damendoppel | 1     | Kirsten Schmieder / Gabi Splett (OSC 04 Rheinhausen / 1. DBC Bonn)                                                                               |
| 1983/1984 | Westdeutsche Einzelmeisterschaft     | Damendoppel | 1     | Dorett Hökel / Gabi Splett (1. DBC im SSF Bonn)                                                                                                  |
| 1983/1984 | Deutsche Mannschaftsmeisterschaft    | Mannschaft  | 3     | 1. DBC Bonn (Karl-Heinz Zwiebler, Roland Maywald, Harald Klauer, Rolf Walbrück, Axel Schönfelder, Gabi Splett, Eva-Maria Zwiebler, Dorett Hökel) |